# انهایزر-بوش اینبیف

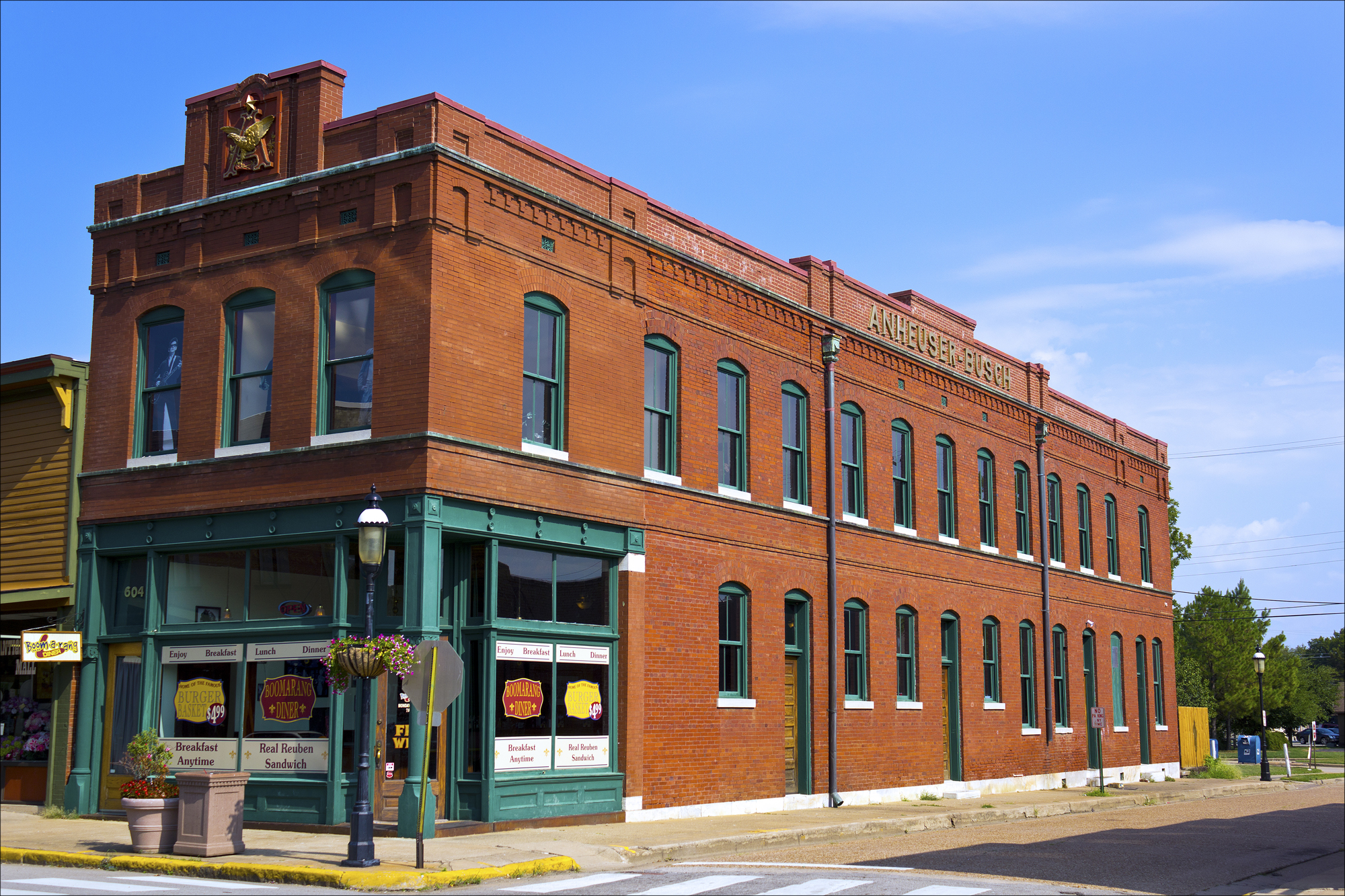
ساختمان شعبه آنهویزر-بوش، در ون بورن، آرکانزاس

انهایزر-بوش اینبیف (به آلمانی: Anheuser-Busch InBev) که معمولاً به‌شکل مخفف AB InBev نوشته می‌شود، شرکت چندملیتی بلژیکی تولیدکننده انواع نوشیدنی است، که دفتر مرکزی آن در شهر لوون، بلژیک مستقر می‌باشد. این شرکت بزرگترین تولیدکننده آبجو در جهان است که در حدود ۲۵٪ از میزان فروش بازار جهانی آبجو را در اختیار دارد.
شرکت انهایزر-بوش اینبیف در سال ۲۰۰۸ از ادغام شرکت آمریکایی انهایزر-بوش و شرکت بلژیکی اینبیف تأسیس شد و در حال حاضر دارای ۱۴ برند یا نشان تجاری است، که هر یک از آن‌ها به صورت جداگانه بیش از یک میلیارد دلار آمریکا در سال درآمد کسب می‌نمایند. برخی از نشان‌های تجاری بین‌المللی این شرکت شامل بادوایزر، کورونا، استلا آرتویز، بکس و براهما می‌باشد. انهایزر-بوش همچنین مالک بیش از ۲۰۰ برند بین‌المللی است، که در سال ۲۰۱۰ درآمد مجموع نشان‌های تجاری این شرکت بیش از ۳۶ میلیارد دلار بوده‌است. تعداد کارکنان این شرکت در حدود ۱۱۶ هزار نفر است، که در بیش از ۳۰ کشور پراکنده می‌باشند. بخشی از سهام انهایزر-بوش در بازارهای بورس نیویورک و بورس یورونکست بروکسل مبادله می‌شود.